# Seanan McGuire
Œuvres principales
- Série October Daye
- Série Newsflesh
- Les Portes perdues

Seanan McGuire, née le 5 janvier 1978 à Martinez en Californie, est une romancière américaine de fantasy, d'horreur et de science-fiction utilisant parfois le pseudonyme Mira Grant. Le prix Hugo de la meilleure série littéraire 2022 a été attribuée à sa série Les Enfants indociles.

## Biographie
Seanan McGuire est ouvertement pansexuelle ou bisexuelle.

## Œuvres

### SérieOctober Daye
1. La Malédiction de la rose, Pygmalion, 2011 ((en) Rosemary and Rue, 2009), trad. Cécile Tasson, 340 p.  (ISBN 978-2-7564-0404-2)
2. Les Racines de la trahison, Pygmalion, 2011 ((en) A Local Habitation, 2010), trad. Cécile Tasson, 360 p.  (ISBN 978-2-7564-0431-8)
3. (en) An Artificial Night, 2010
4. (en) Late Eclipses, 2011
5. (en) One Salt Sea, 2011
6. (en) Ashes of Honor, 2012
7. (en) Chimes at Midnight, 2013
8. (en) The Winter Long, 2014
9. (en) A Red Rose Chain, 2015
10. (en) Once Broken Faith, 2016
11. (en) The Brightest Fell, 2017
12. (en) Night and Silence, 2018
13. (en) The Unkindest Tide, 2019
14. (en) A Killing Frost, 2020
15. (en) When Sorrows Come, 2021
16. (en) Be the Serpent, 2022
17. (en) Sleep No More, 2023
18. (en) The Innocent Sleep, 2023

### SérieInCryptid
1. Tango endiablé, Alter Real, 2019 ((en) Discount Armageddon, 2012), trad. Delhia Alby, 410 p.  (ISBN 978-2-37812-139-6)
2. Salsa mortelle, Alter Real, 2020 ((en) Midnight Blue-Light Special, 2013), trad. Delhia Alby, 360 p.  (ISBN 978-2-37812-217-1)
3. Souffle du Ragnarok, Alter Real, 2021 ((en) Half-Off Ragnarok, 2014), trad. Julie Nicey, 440 p.  (ISBN 978-2-37812-304-8)
4. Baiser de l'apocalypse, Alter Real, 2021 ((en) Pocket Apocalypse, 2015), trad. Julie Nicey, 427 p.  (ISBN 978-2-37812-384-0)
5. Chorégraphie du chaos, Alter Real, 2021 ((en) Chaos Choreography, 2016), trad. Julie Nicey, 436 p.  (ISBN 978-2-37812-471-7)
6. (en) Magic for Nothing, 2017
7. (en) Tricks for Free, 2018
8. (en) That Ain’t Witchcraft, 2019
9. (en) Imaginary Numbers, 2020
10. (en) Calculated Risks, 2021
11. (en) Spelunking Through Hell: A Visitor’s Guide to the Underworld, 2022
12. (en) Backpacking Through Bedlam, 2023
13. (en) Aftermarket Afterlife, 2024
14. (en) Installment Immortality, 2025

### SérieVelveteen
1. (en) Velveteen vs. The Junior Super Patriots, 2012
2. (en) Velveteen vs. The Multiverse, 2013
3. (en) Velveteen vs. The Seasons, 2016

### SérieNewsflesh
Cette série est écrite sous le pseudonyme de Mira Grant.
1. Feed, Bragelonne, 2012 ((en) Feed, 2010), trad. Benoît Domis, 456 p.  (ISBN 978-2-35294-605-2)Réédition, Gallimard, coll. « Folio SF » no 498 2014, 688 p. (ISBN 978-2-07-045904-9)
2. Deadline, Bragelonne, 2013 ((en) Deadline, 2011), trad. Benoît Domis, 504 p.  (ISBN 978-2-35294-647-2)Réédition, Gallimard, coll. « Folio SF » no 501 2014, 688 p. (ISBN 978-2-07-045909-4)
3. Red Flag, Bragelonne, 2014 ((en) Blackout, 2012), trad. Benoît Domis, 504 p.  (ISBN 978-2-35294-718-9)Réédition, Gallimard, coll. « Folio SF » no 504 2015, 768 p. (ISBN 978-2-07-0459100)
4. (en) Feedback, 2016

- (en) Rise: The Complete Newsflesh Collection, 2016, recueil de nouvelles

### SérieParasitology
Cette série est écrite sous le pseudonyme de Mira Grant.
1. (en) Parasite, 2013
2. (en) Symbiont, 2014
3. (en) Chimera, 2015

### SérieLes Enfants indociles(titre original:Wayward Chldren)
1. Les Portes perdues, Pygmalion, 2021 ((en) Every Heart a Doorway, 2016), trad. Benjamin Kuntzer, 208 p.  (ISBN 978-2-08-151052-4)Prix Hugo du meilleur roman court 2017, prix Nebula du meilleur roman court 2016 et prix Locus du meilleur roman court 2017
2. De brindilles et d'os, Pygmalion, 2022 ((en) Down Among the Sticks and Bones, 2017), trad. Benjamin Kuntzer, 224 p.  (ISBN 978-2-08-151053-1)
3. Sous un ciel de sucre, Pygmalion, 2023 ((en) Beneath the Sugar Sky, 2018), trad. Benjamin Kuntzer, 216 p.  (ISBN 978-2-08-151054-8)
4. (en) In an Absent Dream, 2019
5. (en) Come Tumbling Down, 2020
6. (en) Across the Green Grass Fields, 2021
7. (en) Where the Drowned Girls Go, 2022Prix Hugo du meilleur roman court 2023
8. (en) Lost in the Moment and Found, 2023
9. (en) Mislaid in Parts Half-Known, 2024
10. (en) Adrift in Currents Clean and Clear, 2025

### SérieGhost Roads
1. (en) Sparrow Hill Road, 2014
2. (en) The Girl in the Green Silk Gown, 2018
3. (en) Angel of the Overpass, 2021

### SérieThe Up-and-Under
Cette série est écrite sous le pseudonyme de A. Deborah Baker.
1. (en) Over the Woodward Wall, 2020
2. (en) Along the Saltwise Sea, 2021

### SérieAlchemical Journeys
1. (en) Middlegame, 2019Prix Locus du meilleur roman de fantasy 2020
2. (en) Seasonal Fears, 2022
3. (en) Tidal Creatures, 2024

### Romans indépendants
- (en) Indigo, 2017Écrit avec Kelley Armstrong, Christopher Golden, Charlaine Harris, Tim Lebbon, Jonathan Maberry, James A. Moore (en), Mark Morris, Cherie Priest et Kat Richardson (en).
- (en) Into the Drowning Deep, 2017Sous le nom de Mira Grant.
- (en) Dusk or Dark or Dawn or Day, 2017
- (en) Kingdom of Needle and Bone, 2018
- (en) Square3, 2021
- (en) Overgrowth, 2025Sous le nom de Mira Grant.

### Recueils de nouvelles indépendants
- (en) Laughter at the Academy, 2019
- (en) Dying with Her Cheer Pants On, 2020